# Jones Kusi-Asare
Jones Kusi-Asare (ur. 21 maja 1980 w Kumasim) – szwedzki piłkarz pochodzenia ghańskiego, występujący na pozycji napastnika. Jednokrotny młodzieżowy reprezentant Szwecji do lat 21.
Wychowanek Vasalund/Essinge IF. W swojej karierze grał w Djurgårdens IF – z którym jest najbardziej kojarzony, a także w Grazer AK, Denizlisporze, Landskrona BoIS, Esbjerg fB, Aalborg BK, Assyriska FF oraz Jarlabergs IF.